# Eduard Barth
Carl Wilhelm August Eduard Barth noto semplicemente come Eduard Barth (Berlino, 16 settembre 1802 – Berlino, 23 gennaio 1843) è stato un pittore, incisore e litografo tedesco.

## Biografia
Eduard Barth era il primogenito del pittore Wilhelm Barth e con lui visse a San Pietroburgo dal 1811 al 1822. Il padre gli diede l'istruzione artistica necessaria, ma Eduard frequentò anche l'Accademia russa di belle arti. Finiti gli studi si stabilì a Berlino dove lavoro come pittore e litografo. Le sue opere raffigurano principalmente vedute architettoniche di Berlino, Potsdam e altre città nel Brandeburgo.
A Berlino conobbe Friedrich August Schmidt, Johann Hubert Anton Forst e probabilmente anche Friedrich August Calau, che insieme crearono una serie di vedute di Berlino e Potsdam nel 1825, pubblicate poi da Jean Baptiste Weiss.
Delle numerose opere, 75 fanno parte delle collezioni del Kupferstichkabinett e dello Stadtmuseum di Berlino.